# Brachysteleum drummondii
Brachysteleum drummondii là một loài rêu trong họ Ptychomitriaceae. Loài này được (Wilson) Müll. Hal. mô tả khoa học đầu tiên năm 1849.